# Coll Furka
El coll Furka (Furkapass en alemany), és un port de muntanya de 2.429 metres als Alps suïssos que connecta el poble de Gletsch (cantó del Valais) amb Realp (cantó d'Uri).
La línia de tren Furka Oberalp Bahn evita el port mitjançant el Túnel de Furka (obert el 1982 per a reemplaçar el túnel antic a 2.100 m). El coll Furka va aparèixer al film Goldfinger de James Bond. Un revolt del costat est del coll rep el nom de "James Bond Strasse" amb un mirador i una àrea d'aparcament petita. Una altra atracció turística de la carretera d'accés al coll és l'Hotel Belvédère, proper a la part superior oest del port, des d'on es pot fer una passejada curta a la cova de gel de la glacera del Roine. La glacera es desplaça 30-40 metres per any i els 100 m de túnel de gel poden ser visitats al mes de juny quan la carretera obre després del període de neus.